# Сулевкент
Сулевкент — село в Хасавюртовском районе Дагестана Россия
Образует муниципальное образование село Сулевкент со статусом сельского поселения как единственный населённый пункт в его составе.

## Географическое положение
Село расположено к северо-востоку от районного центра города Хасавюрт на границе с Бабаюртовским районом.
Ближайшие населённые пункты: на севере — село Герменчик на северо-востоке — кутан (Кутан-Гауриль Бабаюртовский район) на юге — село Казмааул на северо-западе — село Шагада, на востоке — село Адильотар.

## История
Изначально жители села Сулевкент проживали в селении Старый Сулевкент в Дахадаевском районе Дагестана, которое сами сулевкентцы называют Сулече. В 1944 году в результате сталинских репрессий жители села были переселены в ЧИ АССР в Шурагатский район. В 1956 году после ХХ съезда партии в руководстве и в самой стране произошли коренные изменения. В результате Хрущевской «оттепели» были реабилитированы репрессированные народы, в том числе и чеченцы, которые вернулись в свои села. По этой причине сулевкентцы должны были покинуть дома и вернуться в Дагестан. Таким образом, в 1957 году в результате переселения жителей села Сулевкент (Майртуп) восстановленной ЧИАССР возник новый Сулевкент в Хасавюртовском районе Дагестана.

## Население
| 1959  | 1970  | 1989  | 2002  | 2010  | 2012  | 2013  |
| ----- | ----- | ----- | ----- | ----- | ----- | ----- |
| 669   | ↗1199 | ↗1691 | ↗2129 | ↗2665 | ↗2706 | ↘2684 |
| 2014  | 2015  | 2016  | 2017  | 2018  | 2019  | 2020  |
| ↗2693 | ↗2715 | ↗2744 | ↘2734 | ↘2731 | ↘2714 | ↗2719 |
| 2021  | 2023  | 2024  | 2025  |       |       |       |
| ↘2311 | ↗2330 | ↗2357 | ↗2373 |       |       |       |